# Nageldesign
Unter dem Begriff Nageldesign wird die kosmetische Modifikation der menschlichen Nägel zusammengefasst. Es umfasst nur begrenzt die Maniküre und Pediküre, sondern konzentriert sich schwerpunktmäßig auf die Gestaltung der Nägel mit Nagellack, Gel, Acryl oder Folien. Die künstlerische Gestaltung der Nägel wird auch Nail-Art (engl. für „Nagel-Kunst“) genannt.

## Berufsbild
In Deutschland sind Tätigkeiten des Nageldesigns dem Berufsbild des „Kosmetikers“ zugeordnet (Handwerksordnung Anlage B Nr. 48) und auch Teil dieses Ausbildungsberufs.
Darüber hinaus gibt es den „Nageldesigner/in“ als Weiterbildung nach der Handwerksordnung (HwO). Die Regelung der Weiterbildungsprüfung erfolgt durch die Handwerkskammern.
In Österreich gilt das „Modellieren von Fingernägeln (Nagelstudio)“ als Teilgewerbe (nach der 1. Teilgewerbe-Verordnung), das aus dem Gewerbe der Kosmetiker (Schönheitspfleger) stammt. Voraussetzung zur Ausübung ist eine Abschlussprüfung im Lehrberuf Kosmetiker oder in einem verwandten Lehrberuf und eine mindestens einjährige fachliche Tätigkeit.

## Berufsständische Körperschaft
Nach Auffassung des Verwaltungsgerichtshof Baden-Württemberg stellt das Nageldesign eine Spezialisierung auf einen kleinen Ausschnitt des Tätigkeitsgebietes eines Kosmetikers dar, was im Fall eines Nagelstudios nicht in handwerksähnlicher Betriebsform ausgeübt werde. Damit begründe dies keine Zugehörigkeit zur Handwerkskammer.

## Nageldesign in der griechischen Mythologie
Bereits in der antiken Mythologie der Griechen findet das Nageldesign in Form einer "göttlichen Maniküre" Erwähnung. Den Sagen nach soll Eros, der griechische Gott der begehrlichen Liebe, die erste Maniküre durchgeführt haben. Eros zählte zu Aphrodites Gefolge und schnitt der Göttin unbemerkt die Nägel während sie schlief. Anschließend verteilte er die geschnittenen Nägel der olympischen Gottheit an den Stränden der Erde. Die Moiren, bekannt als die griechischen Schicksalsgöttinnen, entdeckten diese heimliche Tat von Eros. Sie machten sie sich den Legenden nach auf den Weg, um die Fingernagelstücke einzusammeln und verwandelten diese in Onyx. Der außergewöhnliche Name dieser tiefschwarzen Varietät des Chalcedons ist aus dem Lateinischen und Griechischen entlehnt und bedeutet „Fingernagel“.

## Einzelbelege
1. ↑  Kosmetiker/in im Berufenet der Bundesagentur für Arbeit.
2. ↑  Nageldesigner/in im Berufenet der Bundesagentur für Arbeit.
3. ↑  Verordnung des Bundesministers für wirtschaftliche Angelegenheiten über die Errichtung von Teilgewerben und die Befähigungsnachweise für Teilgewerbe (1. Teilgewerbe-Verordnung). 1998, abgerufen am 29. September 2012.
4. ↑  Urteil vom 29. November 2007 (Az.: 6 S 2421/05). Abgerufen am 29. September 2012.
5. ↑  History of Nail Art. Abgerufen am 5. Oktober 2020.